# ほしよりこ
ほし よりこ（1974年 -  ）は関西在住の漫画家。嵯峨美術短期大学卒業。

## 来歴
CATVインターネットサービスのサイト「@NetHome」上で連載されていた『きょうの猫村さん』が人気を呼び、2005年7月にマガジンハウスより単行本第1巻が発行された。2006年5月15日からは、マガジンハウスのメールマガジン登録者を対象として猫村.jp」で連載中。
また公共広告機構（現：ACジャパン）の2006年度全国キャンペーン『はっけよいエコライフ』の新聞・雑誌広告のイラストを担当している。
2015年、『逢沢りく』で第19回手塚治虫文化賞マンガ大賞を受賞。
2018年、カーサブルータスにて特別編集「猫村さんとほしよりこ完全版」が創刊される。

## 著書
- きょうの猫村さん（9巻まで続刊中、マガジンハウス）
- カーサの猫村さん（6巻まで続刊中、マガジンハウス）
- 東京映画（2009年、東京国際映画祭 、TIFF Times）
- へび（2009年、文藝春秋）
- 団地妻の喜び（2010年、文藝春秋）
- 拝啓、お母様（2010年、青土社）
- 山とそば（2011年、新潮社）
- ロックンロールで動く城（2013年、音楽出版）
- 僕とポーク（2014年、マガジンハウス文庫）
- 逢沢りく（上下巻、2014年、文藝春秋社）NHK-FM青春アドベンチャーでラジオドラマ化
- B&D（2015年、マガジンハウス）
- つばめ日和（2009年、マガジンハウス）
- 寅多てぃてぃ（2015年、とらや）
- BRUTUSのバイト犬 犬井けん（2016年、マガジンハウス）
- ばるぼら（2016年、朝日新聞出版）
- 山下清の旅日記（2021年、別冊太陽）

### イラスト
- ウィッスル（ザ・コケッシーズ、ジャケットイラスト（喜多順子名義）、1997年）
- 唄う（ベートルズ、ジャケットイラスト（きたよりこ名義）、2002年）
- 赤ずきん（おはなしのたからばこ1、いしいしんじ著、2009年、フェリシモ出版）
- 「来ちゃった」（酒井順子著、2011年、小学館）
- ぽてんしゃる。（ほぼ日ブックス、糸井重里著、2013年、東京糸井重里事務所）
- 風街であひませう（ジャケットイラスト、2015年、ビクターエンタテインメント）
- ガーデンウィディング（2018年、マガジンハウス）